# Троицкая церковь (Ворша)
Церковь Троицы Живоначальной (Троицкая церковь) — православный храм в селе Ворша Собинского района Владимирской области. Относится к Собинскому благочинию Владимирской епархии Русской православной церкви.

## Описание
До XVIII века в селе Ворша не было церкви и именовалось оно деревней Починки. В 1710 году местные крестьяне написали прошение о разрешении на строительство храма в честь святого великомученика Димитрия Солунского. В тот же год они получили благословенную грамоту на возведение церкви. Первый храм был деревянный. В 1755 году усердием прихожан был построен другой храм — теплый, тоже деревянный, во имя Святой Живоначальной Троицы. Обе церкви просуществовали до 1832 года, после чего были разобраны в виду ветхости.
В этом же году в Ворше была построена и освящена каменная церковь во имя Святой Живоначальной Троицы. В иконостасе холодного храма все иконы, кроме иконы святого Димитрия Солунского, были из древней упраздненной Дмитриевской церкви. В теплой церкви находился древний образ святого Александра Невского, почитаемый народом за чудотворный, на нем святой изображен во весь рост в схимническом одеянии.
«Церковной земли имеется: усадебной 1 дес., пахотной 27 дес., сенокосной 6 дес. Особого плана и межевой книги на землю нет; она значится в общем сельском плане. Штат причта: священник, диакон и псаломщик. Содержания причт получает от земли и за требоисправления до 1485 руб. в год. Дома причт имеет собственные, на церковной земле. Приход состоит из села, сельца Афанасьева, деревень: Демидовой, Овинцевой, Козьминой, Кониной и Елховиц. Деревни отстоят от церкви не далее 3 верст. Всех дворов в приходе 305; душ муж. пола 1062, жен. 1183. В 1891 г. священником села Ворши открыто общество трезвости» писали в 1893 году В. Добронравов и В. Березин.